# Quissamã
Quissamã  é um município brasileiro do estado do Rio de Janeiro, situado na região Norte Fluminense.
Ocupando uma área de 715,877 km², é limitado a oeste pelos municípios de Carapebus e Conceição de Macabu, ao norte e a leste por Campos dos Goytacazes, e ao sul pelo Oceano Atlântico. Sua população, conforme estimativas do IBGE de 2021, era de 25 535 habitantes.

## História

### Exploração
A região de Quissamã era dominada pelos índios Goitacazes na época da chegada dos europeus no Brasil.
No primórdio da colonização portuguesa, suas terras fizeram parte da Capitania de São Tomé, mas a região de Quissamã não foi ocupada pelos portugueses. Como a capitania foi abandonada pelo seu donatário, sete capitães portugueses solicitaram as terras da região como pagamento pelos serviços militares por eles prestados nos combates contra os piratas franceses que infestavam o norte do Rio de Janeiro e nas guerras com os holandeses. O governador da capitania do Rio de Janeiro, Martim Correa de Sá, concedeu-lhes, em 9 de agosto de 1627, uma sesmaria que se estendia do rio Macaé e até o cabo de São Tomé e que incluía o território atual de Quissamã.
Os índios Goitacazes da região foram atacados em 1630 pelos índios tupinambás cristianizados da Aldeia de São Pedro e, em seguida, dizimados por expedições militares de portugueses do Espírito Santo (estado). A região ficou praticamente vazia, o que facilitou sua colonização posterior.
Entre os anos 1632 e 1634, os sete capitães fizeram várias expedições de exploração da sesmaria que tinham recebido, e conseguiram firmar acordos com as esparsas populações locais, formadas por índios, mamelucos e náufragos. As suas aventuras foram relatados pelo seu líder Miguel Aires Maldonado na obra denominada "Roteiro dos Sete Capitães".

### Colonização

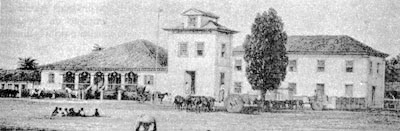
Casa da fazenda Quissamã retratada por Ribeyrolles em 1863

A ocupação da região começou com o estabelecimento de fazendas de criação de gado bovino em caráter semi-nômade, utilizando mão-de-obra indígena. A carne do gado abatido era salgada e vendida no Rio de Janeiro. Miguel Aires Maldonado, o líder dos sete capitães, ergueu currais e começou a criar gado no sudeste da Lagoa Feia na região próxima da atual "Barra do Furado". A região, cercada pelo mar, lagoas, canais naturais e brejos, era considerada uma ilha.
As terras de Miguel Aires Maldonado foram herdadas pelo capitão José de Barcellos Machado que, em 1688, abriu nas suas terras um canal artificial ligando a Lagoa Feia e o mar, que ficou conhecido como canal do Furado (atualmente, corresponde, grosso modo, ao Canal das Flexas).
O filho do capitão José de Barcellos Machado, capitão Luís de Barcelos Machado fundou, em julho de 1694, a capela de Nossa Senhora do Desterro na "ilha" do Furado. Logo depois, o Bispo do Rio de Janeiro erigiu a capela em sede de uma Capelania Curada a qual deviam obediência todos os povos até o rio Macaé. Surgiu então a povoação mais antiga da região entre Quissamã e Macaé.

### Freguesia de Nossa Senhora do Desterro
No ano de 1732, o alcaide-mor Caetano de Barcelos Machado, neto do capitão Luís de Barcelos Machado, transferiu a sede de sua fazenda do Furado para Capivari, já totalmente dentro da área do atual município de Quissamã. Ali fundou uma nova capela com a mesma prerrogativa da anterior.
Em 1749, a capela foi promovida a igreja-matriz. A freguesia de Nossa Senhora do Desterro do Capivari foi criada por alvará de 12 janeiro de 1755, subordinada à então Vila de São Salvador de Campos dos Goytacazes.

### Mudança da freguesia
Estando em processo de ruínas, a igreja-matriz de Nossa Senhora do Desterro foi, em 1795, transferida provisoriamente para a capela situada no interior da Casa da Fazenda Mato de Pipa de propriedade do capitão Manuel Carneiro da Silva.
Perto da Casa da Fazenda Mato de Pipa e da fazenda Quissamã começava a se formar uma nova povoação. O Brigadeiro José Caetano de Barcelos Coutinho, neto do alcaide-mor Caetano de Barcelos Machado, cumprindo uma promessa religiosa de cura de uma paralisia que o acometia, edificou a partir de 1805 uma nova igreja-matriz, que só foi concluída em 1815 pelos seus sobrinhos José Carneiro da Silva, futuro primeiro visconde de Araruama, e João Carneiro da Silva, futuro primeiro barão de Ururaí, assim como pelas suas irmãs Maria Isabel de Velasco e Ana Joaquim de Velasco. Esta primeira igreja-matriz foi erguida no mesmo local onde se encontra a atual, cuja construção terminou em 1924. Surgiu então a freguesia de Nossa Senhora do Desterro de Quissamã, o segundo mais antigo núcleo de povoamento da região, e cujo desenvolvimento deu origem ao atual centro urbano de Quissamã.
Desde o início da colonização, a administração política e religiosa de Quissamã foi subordinada às autoridades da vila de São Salvador dos Campos dos Goytacazes. Devido a distância entre a vila de São Salvador dos Campos dos Goytacazes e as freguesias de Nossa Senhora do Desterro de Quissamã e de Nossa Senhora das Neves (atual região serrana de Macaé, o Bispo do Rio de Janeiro decidiu, em 1802, erigir a freguesia de Quissamã em Cabeça de Comarca, com a freguesia de Nossa Senhora das Neves subordinada a esta. Logo depois, em 1812), a Cabeça de Comarca passa ser a freguesia de São João de Macaé.

### Criação da Vila de São João de Macaé
Um alvará real de 29 de julho de 1813 criou a vila de São João de Macaé desmembrada da cidade de Nossa Senhora da Assunção de Cabo Frio e incorporando a freguesia de Quissamã, que foi desmembrada da vila de São Salvador dos Campos dos Goytacazes.
A nova vila foi instalado em 25 de janeiro de 1814. Quissamã deixou assim de ser parte de Campos dos Goytacazes e continuará como freguesia de Macaé durante todo o Império, e depois como um distrito durante a República, até a emancipação.

### Monocultura da cana-de-açúcar
A introdução da cultura da cana-de-açúcar na região de Campos dos Goytacazes ocorria desde 1650, com franca expansão por volta de 1778.
Em 1798 há uma grande crise mundial de açúcar devido à revolta dos escravos do Haiti. Aproveitando a alta dos preços, o capitão Manuel Carneiro da Silva, dono da fazenda Mato de Pipa, ergueu nas imediações da futura fazenda Machadinha - cujas terras também lhe pertenciam -, o primeiro engenho da região de Quissamã.
Embora tenha começado com a criação de gado de corte, e haja registros de plantações de algodão, café e anil, o município atingiu seu apogeu econômico com a monocultura açucareira durante o século XIX. A monocultura açucareira tinha maior necessidade de mão-de-obra para as plantações, e a região tornou-se uma grande compradora de escravos provenientes de outras regiões do Brasil ou da África.
Com a riqueza do açúcar, as elites locais passaram a ter influência na vida política e econômica do país. A figura política proeminente nesta época é José Carneiro da Silva, que foi o primeiro a receber os títulos de barão e visconde de Araruama. Através de casamentos consanguíneos com filhos de famílias importantes da região ou com filhos de pessoas importantes da corte (Duque de Caxias, Eusébio de Queirós, João de Almeida Pereira Filho), o primeiro barão e visconde de Araruama fortaleceu sua posição política e econômica na região. Os laços polióticos com a corte permitiram a atração de investimentos em infra-estrutura que beneficiassem seus negócios.
A região precisava de novos caminhos para escoar a produção de açúcar, de modo que o governo provincial, com o estímulo e direção do primeiro barão e visconde de Araruama, construiu o canal Campos-Macaé cujo trajeto passa pelo centro de Quissamã.

### Engenho Central de Quissamã
Os engenhos modernizaram-se e passaram a utilizar máquinas a vapor, porém ainda havia necessidade de aumentar a produção e melhorar a qualidade do açúcar. O governo imperial resolveu então subsidiar a construção de engenhos centrais no Brasil.
Os grandes produtores de açúcar de Quissamã, todos parentes do primeiro barão e visconde de Araruama, uniram-se em sociedade para criar o primeiro engenho central da América do Sul. Importaram os equipamentos mais modernos e inauguraram o Engenho Central de Quissamã no dia 12 de setembro de 1877. Uma linha férrea foi construída entre o Engenho Central e a Estrada de Ferro Macaé e Campos (posteriormente adquirida pela Leopoldina Railway).
No final do século XIX, a concorrência do açúcar de beterraba começou a prejudicar as exportações brasileiras de açúcar.
A situação piorou com a Crise Econômica Mundial de 1929. Vários fazendeiros endividaram-se e acabaram perdendo suas propriedades em favor do Engenho Central de Quissamã, que praticamente passou a monopolizar a economia local.
Desde então, Quissamã conheceu um longo período de estagnação, interrompido apenas na década de 1970, com o desenvolvimento do programa Proálcool.

### A emancipação
Com a descoberta do petróleo na Bacia de Campos, começou a haver expectativas de retomada do desenvolvimento econômico sem dependência exclusiva do Engenho Central de Quissamã.
A população organizou-se para lutar pela emancipação. O plebiscito foi realizado em 12 de junho de 1988 e o resultado foi amplamente favorável à emancipação.
A lei estadual oficializando a criação do município foi sancionada pelo então governador do estado do Rio de Janeiro, Moreira Franco, no dia 4 de janeiro de 1989. O primeiro prefeito foi Octávio Carneiro da Silva, bisneto do Conde de Araruama, eleito com 56,54% em novembro de 1989.

## Geografia

### Localização
O Município de Quissamã está a 22º 05’ de latitude sul e a 41º 28’ 30’’ de longitude oeste em uma área de 660Km² . Os limites do município são: Campos dos Goytacazes (Norte), Carapebus (Sul), Oceano Atlântico (Sul e Sudeste) e Conceição de Macabu (Oeste).

### Relevo
Predomina em Quissamã o relevo de terras baixas com altitude de 5 a 83 metros acima do nível do mar. Pode-se dividir a região em planícies costeiras de cordões arenosos (que representam 70% do município), planície fluvial e tabuleiros costeiros.

### Clima
Quissamã apresenta o clima sub-úmido seco, com chuva regulares no verão e muito calor distribuído ao longo do ano. A temperatura média mensal é superior a 18 ℃. A precipitação média anual é de 1.000mm, com seca acentuada nos meses do inverno e os principais ventos são o nordeste e o sudoeste.
- Primavera: as temperaturas sobem e as pancadas de chuva ficam mas constantes, noites frias e dia quentes com temperaturas que podem chegar a 32 ℃.
- Verão: temperaturas bem altas que podem eventualmente chegar a 40 ℃, vento nordeste constante, chuvas volumosas a partir da tarde acompanhadas de tempestades.
- Outono: as temperaturas ficam amenas, entrada de ciclones e frente frias, diminuição da precipitação.
- Inverno: é caracterizado por seca acentuada, temperaturas baixas e ventos fortes, devido a entrada de frentes frias e formação de ciclones esses ventos podem ser superiores a 80 km/h de quadrante sul, sudeste e sudoeste , durante o inverno a temperatura gira em torno de 16 ℃, em raras ocasiões a temperatura pode ficar abaixo de 10 ℃  como no dia 4 de setembro de 2011 que fez frio de 8 ℃.

### Solo e vegetação
Predomina o solo podzólico (massapê), ótimo para a cultura de cana-de-açúcar. Sua faixa litorânea apresenta o solo arenoso da restinga, onde estão sendo desenvolvidas experiências de cultivo do coco, do abacaxi e da cana-de-açúcar. Há ainda muitos campos de vegetação rasteira e brejos.

### Hidrografia
No limite Quissamã-Campos fica a Lagoa Feia, cujo nome esconde a sua real majestade e beleza. É a maior lagoa do estado e a segunda maior lagoa de água doce do Brasil em superfície, sendo superada somente pela Lagoa dos Patos no Rio Grande do Sul, possuindo um espelho d’água de 16.000 hectares e profundidade média entre 1 e 2 metros.
O município ainda possui inúmeras lagoas como Ribeira, Paulista e Preta. Ao longo do litora, existem várias lagoas pequenas como: Piripiri, Maria Menina, Robalo, Visgueiro, Pires, Casa Velha e Carrilho. O chamado "rio Iguaçu" é verdadeiramente mais uma das lagoas do litoral, embora seja muito longa e estreita como um rio. Cada lagoa é um eco-sistema distinto, com diferentes características físico-químicas e biota (vegetais e animais).
Cortam a região os rios Macabu, do Meio e Carrapato, além de vários canais artificiais. O canal Campos-Macaé, construído de 1844 a 1861, é o segundo mais extenso canal artificial do mundo sendo somente superado pelo Canal de Suez. O Canal das Flexas foi aberto em 1948 para drenar a Lagoa Feia.

### Meio ambiente
Além de suas praias, lagoas e canais, Quissamã destaca-se por ter 62,38% da área do Parque Nacional da Restinga de Jurubatiba dentro do seu município.
O parque ocupa 13% da área total do território de Quissamã.

## Infra-estrutura
- 100% Da área urbana com saneamento básico tratado em nível de terciário;
- 100% Da área urbana com água tratada;
- 100% Do lixo coletado e tratado em uma usina de reciclagem;
- 30% Das estradas vicinais asfaltas;
- Internet gratuita para quase toda a população.[16]

Índice de Desenvolvimento Humano (IDH) - 0,732.
Índice de Qualidade dos Municípios (IQM): 0,3528 - 24º lugar no estado. Houve uma evolução de 21 posições em relação ao comparativo 1998/2005, atingindo o melhor desempenho da região norte fluminense.

### Educação
Educação básica gratuita do pré-primário ao 2º grau. Há programa de bolsas universitárias integrais para cerca de 700 jovens.

### Saúde
Possui 10 postos de saúde, 1 centro de especialidade e 1 hospital com área de 7 mil m².
A taxa de mortalidade infantil é a menor do estado do Rio de Janeiro.

### Transporte
É, ainda, um enorme "gargalo" para a sua população, que ainda padece nas mãos de uma empresa, a "Rápido São Cristóvão", que está longe da excelência no atendimento, com ônibus bastante velhos e mal cuidados, que reflete também na vizinha Carapebus, no caminho para Macaé.
devido à necessidade de uma melhor infraestrutura, o transporte intermunicipal após intervenção do DETRO-RJ passou a ser conduzida pelas empresas 1001 com linhas entre Quissamã e Macaé, e auto viação Brasil com linhas entre Quissamã e Campos dos Goytacazes.
No transporte estritamente municipal, a prefeitura oferece transporte gratuito, chamado pelos locais de "0800", para as localidades mais afastadas do centro.
O município também é cortado por uma ferrovia, a Linha do Litoral da antiga Estrada de Ferro Leopoldina, que desde 1996, está concedida a Ferrovia Centro-Atlântica (FCA) para o transporte de cargas.

## Economia
Com a verba dos royalties pagos pela Petrobras, Quissamã pode investir em obras de infra-estrutura como asfalto, saneamento básico, eletrificação rural e irrigação para pequenos e médios produtores.
O principal desafio vivido pelo município, hoje, é alcançar autonomia em relação à monocultura da cana-de-açúcar sem tornar-se dependente da receita gerada pelo petróleo.
O governo municipal desenvolve políticas de incentivo a outros gêneros de agricultura, como o plantio de coco, abacaxi e aipim. Quissamã é o maior produtor de coco do estado do Rio de Janeiro.
Uma setor promissor é o de turismo ecológico, histórico e rural. O resgate do patrimônio histórico-cultural foi feito com a restauração da fazenda Quissamã e criação do Museu de Quissamã e do Parque Municipal; a restauração do complexo arquitetônico da fazenda de Machadinha; restauração da Fazenda Mandiqüera e no esforço pela preservação do Fado de Quissamã. O turismo ecológico foi incentivado com a criação do Parque Nacional da Restinga de Jurubatiba.

## Patrimônio histórico e cultural
Quissamã possui um dos maiores patrimônios históricos e culturais do Estado do Rio de Janeiro, especificamente relacionado com o desenvolvimento e apogeu da produção do açúcar no norte fluminense.
Destacam-se várias construções bem preservadas e abertas à visitação como a Casa da Fazenda Mato de Pipa de 1777 (a mais antiga casa de senhor de engenho do norte fluminense) e a Casa da Fazenda Quissamã de 1826 (que pertenceu aos viscondes de Araruama e de Quissamã e, atualmente, é um museu). Existem vários outros solares do século XIX bem preservados como os das fazendas São Manoel, Santa Francisca, Melo, Floresta, entre outros.
Outras construções de importância história estão abandonadas, como a Casa da Fazenda Mandiqüera e o Engenho Central de Quissamã (o primeiro da América Latina).
Há ainda ruínas imponentes como a Casa da Fazenda Machadinha, que pertenceu a um neto do duque de Caxias, cujas senzalas estão ainda habitadas por pessoas que preservaram uma culinária típica e o canto e dança do "fado de Quissamã", uma forma de jongo.
Dentre outros patrimônios históricos do município, constam a réplica da antiga Estação Ferroviária do Centro, inaugurada no ano de 2009 no Centro Cultural Sobradinho e que pertencia à antiga Estrada de Ferro Quissamã no século XIX  e a Estação Ferroviária Conde de Araruama, da antiga Estrada de Ferro Macaé e Campos, posteriormente Estrada de Ferro Leopoldina, inaugurada em 1875 e situada no bairro homônimo do município. Os últimos trens de passageiros circularam pela estação no ano de 1984 e desde então ficou restrita somente ao transporte de cargas, sendo restaurada em 2017.

## Política

### PREFEITOS
| Período   | Prefeito         | Partido              | Vice-prefeito   | Partido do Vice |
| --------- | ---------------- | -------------------- | --------------- | --------------- |
| 1989–1992 | Octávio Carneiro | MDB                  | Francisco Ramos | MDB             |
| 1992–1996 | Arnaldo Mattoso  | MDB                  | Jorge Silva     | PDT             |
| 1996–2004 | Octávio Carneiro | PSDB                 | Quim Pessanha   | PSDB            |
| 2004–2012 | Armando Carneiro | PSC                  | Jorge Silva     | PPS             |
| 2012–2015 | Octávio Carneiro | PP                   | Furinga         | PR              |
| 2015–2016 | Furinga          | PSDB                 | Sem vice        | —               |
| 2016–2024 | Fátima Pacheco   | PTN/DEM/UNIÃO BRASIL | Marcelo Batista | MDB/REP         |
| 2024–     | Marcelo Batista  | PP                   | Sabrine Pereira | PDT             |

### Eleições
| Ano  | Eleito           | Partido | Vice                  | Votos | %      | 2º Lugar         | Partido | Vice                    | Votos | %      | 3º Lugar         | Partido | Vice                   | Votos | %      |
| ---- | ---------------- | ------- | --------------------- | ----- | ------ | ---------------- | ------- | ----------------------- | ----- | ------ | ---------------- | ------- | ---------------------- | ----- | ------ |
| 1989 | Octávio Carneiro | MDB     | Francisco Ramos (MDB) | 3.335 | 56,54% | Jorge Silva      | PDT     | João do Abacaxi (PDT)   | 2.563 | 43,46% | —                | —       | —                      | —     | —      |
| 1992 | Arnaldo Mattoso  | MDB     | Jorge Silva (PDT)     | 4.035 | 62,41% | Alcides Ramos    | PST     | Carlos Marcelino (PSDB) | 2.430 | 37,59% | —                | —       | —                      | —     | —      |
| 1996 | Octávio Carneiro | PSDB    | Quim Pessanha (PSDB)  | 4.479 | 64,29% | Antônio Borba    | PDT     | —                       | 2.388 | 34,28% | Reinaldo Antônio | PMN     | —                      | 69    | 0,98%  |
| 2000 | Octávio Carneiro | PSDB    | Quim Pessanha (PSDB)  | 5.295 | 60,85% | Arnaldo Mattoso  | MDB     | Francisco Ramos (MDB)   | 3.033 | 35,05% | Antônio Borba    | PDT     | —                      | 357   | 4,10%  |
| 2004 | Armando Carneiro | PSC     | Jorge Silva (PPS)     | 6.078 | 57,54% | Arnaldo Mattoso  | MDB     | Flordemir Machado (PSB) | 4.486 | 42,46% | —                | —       | —                      | —     | —      |
| 2008 | Armando Carneiro | PSC     | Jorge Silva (PPS)     | 5.791 | 70,87% | Arnaldo Mattoso  | MDB     | João Carlos (PCdoB)     | 2.380 | 29,13% | Octávio Carneiro | PP      | Candidatura Indeferida | —     | —      |
| 2012 | Octávio Carneiro | PP      | Furinga (PR)          | 8.801 | 60,48% | Fátima Pacheco   | PT      | Arnaldo Mattoso (MDB)   | 5.752 | 39,52% | —                | —       | —                      | —     | —      |
| 2016 | Fátima Pacheco   | PTN     | Marcelo Batista (MDB) | 6.679 | 46,03% | Armando Carneiro | PSB     | Kittiely Freitas (PR)   | 5.098 | 35,14% | Furinga          | PSDB    | Isabel Pessanha (PDT)  | 2.362 | 16,30% |
| 2020 | Fátima Pacheco   | DEM     | Marcelo Batista (REP) | 7.829 | 52,19% | Armando Carneiro | PSC     | Marcos da Loja (PSL)    | 6.615 | 44,09% | Manel da Ótica   | PODE    | Jeneildo Pará (PODE)   | 303   | 2,02%  |
| 2024 | Marcelo Batista  | PP      | Sabrine Pereira(PDT)  | 8.356 | 51,02% | Armando Carneiro | PL      | Marcinho Pessanha (MDB) | 7.921 | 48,36% | Simone Flores    | REP     | Levi Nogueira (PODE)   | 102   | 0,62%  |